# Born to Be Wild
Born to Be Wild (с англ. — «Рождённый быть диким») — песня, написанная Марсом Бонфаером (англ. Mars Bonfire) и вошедшая в дебютный альбом Steppenwolf.
«Born to Be Wild» была выпущена синглом, поднялась до #2 в Billboard Hot 100 и стала своего рода байкерским гимном конца 1960-х — начала 1970-х годов после того, как прозвучала в культовом фильме «Беспечный ездок» (1969).
Эту песню иногда называют первой хэви-металлической в силу того, что строка из неё «heavy metal thunder» дала название жанру рок-музыки. Хотя это утверждение оспаривается (двумя годами ранее вышла книга Уильяма Берроуза «Нова Экспресс», где также встречалось это словосочетание), тем не менее «Born to Be Wild» стала первой песней, в которой прозвучало словосочетание «heavy metal».
Песня стала визитной карточкой Steppenwolf. В числе тех, кто исполнял её, были Slade, Slayer, INXS, Krokus, Blue Öyster Cult, Status Quo, Ozzy Osbourne, Raven, Wilson Pickett, Kim Wilde, Hinder, Twisted Sister, Bon Jovi, Doro, KuroYume, The Cult, Deformity, PUHDYS, AC/DC, Riot.

## Чарты
| Чарт (1968-69)                  | Позиция |
| ------------------------------- | ------- |
| Австрия (Ö3 Austria Top 40)     | 20      |
| Бельгия/Фландрия (Ultratop 50)  | 16      |
| Канада (CHUM)                   | 1       |
| Canada Top Singles (RPM)        | 1       |
| Германия (GfK)                  | 20      |
| Нидерланды (Dutch Top 40)       | 32      |
| Великобритания (OCC UK Singles) | 30      |
| США Billboard Hot 100           | 2       |

| Чарт (1973)                 | Позиция |
| --------------------------- | ------- |
| Нидерланды (Dutch Top 40)   | 16      |
| Нидерланды (Single Top 100) | 14      |

| Чарт (1990-91)                 | Позиция |
| ------------------------------ | ------- |
| Бельгия/Фландрия (Ultratop 50) | 20      |
| Нидерланды (Dutch Top 40)      | 4       |
| Нидерланды (Single Top 100)    | 5       |

| Чарт (1999)                     | Позиция |
| ------------------------------- | ------- |
| Великобритания (OCC UK Singles) | 18      |